# Mossmetallav
Mossmetallav (Vezdaea aestivalis) är en svampart som först beskrevs av Ohlert, och fick sitt nu gällande namn av Tscherm. -Woess & Poelt. Mossmetallav ingår i släktet Vezdaea och familjen Vezdaeaceae.  Arten är reproducerande i Sverige. Inga underarter finns listade i Catalogue of Life.